# Calpocalyx brevibracteatus
Calpocalyx brevibracteatus är en ärtväxtart som beskrevs av Hermann August Theodor Harms. Calpocalyx brevibracteatus ingår i släktet Calpocalyx och familjen ärtväxter. Inga underarter finns listade i Catalogue of Life.